# Matt Letscher
Matthew Letscher, detto Matt (Gross Pointe, 26 giugno 1970), è un attore statunitense.

## Biografia

### Carriera
Ha ottenuto il suo primo ruolo di rilievo nel 1995 nella serie televisiva Almost Perfect interpretando uno dei protagonisti, Rob Paley, recitando la parte fino alla fine della serie nel 1997.
Nel 1998 interpreta il sadico e malvagio Capitano Harrison Love nel film La maschera di Zorro (diretto da Martin Campbell), al fianco di Antonio Banderas, Anthony Hopkins, Catherine Zeta-Jones e Stuart Wilson. Dal 2002 al 2004 reciterà la parte di Gavin Stone nella serie Good Morning, Miami.
Ottiene un ruolo, nel 2007, nella pellicola Niente velo per Jasira, un film di Alan Ball. Sempre nello stesso anno prende parte al film di Atom Egoyan, Devil's Knot - Fino a prova contraria.
Deve la sua fama anche ai ruoli che ha recitato nelle varie serie televisive come La signora del West, La complicata vita di Christine, CSI - Scena del crimine, Boardwalk Empire - L'impero del crimine, The Good Wife, Brothers & Sisters - Segreti di famiglia, West Wing - Tutti gli uomini del Presidente, Drop Dead Diva, NYPD - New York Police Department, Entourage e Boston Legal.
Nel 2008 diventerà uno dei protagonisti della serie Eli Stone recitando la parte di Nathan Stone fino al 2009.
Dal 2012 al 2013 prende parte ad alcuni episodi della serie televisiva Scandal recitando la parte di Billy Chambers. Entrerà nel cast della serie The Carrie Diaries recitando la parte di Tom Bradshaw, il padre di Carrie Bradshaw.
A partire dal 2014 prende parte ad alcuni episodi della serie televisiva The Flash interpretando il supercriminale Anti-Flash (Eobard Thawne); ricopre la stessa parte nello spin-off Legends of Tomorrow.
Nel 2016 entra nel cast del film di Michael Bay 13 Hours: The Secret Soldiers of Benghazi.

### Vita privata
È sposato dal 1988 con Jennifer Kathleen Price, da cui ha avuto due figli. Ha un fratello, Brian, anch'egli attore.

## Filmografia

### Cinema
- Gettysburg, regia di Ron Maxwell (1993)
- Not This Part of the World, regia di Phil Atlakson (1994)
- Power 98, regia di Jaime Hellman (1996)
- Lovelife, regia di Jon Harmon Feldman (1997)
- La maschera di Zorro (The Mask of Zorro), regia di Martin Campbell (1998)
- John John in the Sky, regia di Jefferson Davis (2000)
- Madison, regia di William Bindley (2001)
- Super Sucker, regia di Jeff Daniels (2002)
- Gods and Generals, regia di Ron Maxwell (2003)
- Identità (Identity), regia di James Mangold (2003)
- Straight-Jacket, regia di Richard Day (2004)
- Heart of the Beholder, regia di Ken Tipton (2005)
- Niente velo per Jasira (Towelhead), regia di Alan Ball (2007)
- Radio Free Albemuth, regia di John Alan Simon (2010)
- Devil's Knot - Fino a prova contraria (Devil's Knot), regia di Atom Egoyan (2013)
- Lei (Her), regia di Spike Jonze (2013)
- Teacher of the Year, regia di Jason Strouse (2014)
- Day Out of Days, regia di Zoe R. Cassavetes (2015)
- 13 Hours: The Secret Soldiers of Benghazi, regia di Michael Bay (2016)
- Countdown, regia di Justin Dec (2019)

### Televisione
- Bayside School - Un anno dopo (Saved by the Bell: The College Years) – serie TV, episodio 1x03 (1993)
- La signora del West (Dr. Quinn, Medicine Woman) – serie TV, episodio 2x19 (1994)
- Long Shadows, regia di Sheldon Larry – film TV (1994)
- The Larry Sanders Show – serie TV, episodio 3x14 (1994)
- Ellen – serie TV, episodio 2x07 (1994)
- Due poliziotti a Palm Beach (Silk Stalkings) – serie TV, episodi 3x18-4x18 (1994-1995)
- Almost Perfect – serie TV, 34 episodi (1995-1997)
- Vanishing Son – serie TV, episodio 1x2 (1995)
- The Watcher – serie TV, episodio 1x03 (1995)
- Sarà per sempre (Stolen Innocence), regia di Bill Norton – film TV (1995)
- Townies – serie TV, episodio 1x14 (1996)
- Living in Captivity – serie TV, 8 episodi (1998)
- NYPD - New York Police Department (NYPD Blue) – serie TV, episodio 6x12 (1999)
- Love American Style, regia di Robin Schiff e Barry Kemp – film TV (1999)
- The Beach Boys: An American Family, regia di Jeff Bleckner – film TV (2000)
- This Could Work – film TV (2001)
- Jackie, Ethel, Joan: The Women of Camelot, regia di Larry Shaw – film TV (2001)
- When Billie Beat Bobby, regia di Jane Anderson – film TV (2001)
- Count Me In, regia di Pamela Fryman – film TV (2001)
- King of Texas, regia di Uli Edel – film TV (2002)
- Providence – serie TV, episodi 4x20-4x21-4x22 (2002)
- Good Morning, Miami – serie TV, 26 episodi (2002-2007)
- Joey – serie TV, 5 episodi (2004-2005)
- Fertile Ground, regia di Patrick R. Norris – film TV (2005)
- West Wing - Tutti gli uomini del Presidente (The West Wing) – serie TV, episodio 7x15 (2006)
- Saved – serie TV, episodio 1x05 (2006)
- Justice - Nel nome della legge (Justice) – serie TV, episodio 1x08 (2006)
- 52 Fights, regia di Luke Greenfield – film TV (2006)
- La complicata vita di Christine (The New Adventures of Old Christine) – serie TV, 5 episodi (2006-2007)
- Boston Legal – serie TV, episodio 3x11 (2007)
- CSI: Miami – serie TV, episodio 5x16 (2007)
- Eli Stone – serie TV, 19 episodi (2008-2009)
- The Hustler – serie TV, episodio 1x01 (2009)
- Entourage – serie TV, episodi 6x06-6x07-6x10 (2009)
- Medium – serie TV, episodio 6x10 (2009)
- Brothers & Sisters - Segreti di famiglia (Brothers & Sisters) – serie TV, 5 episodi (2009-2010)
- La forza del perdono (Amish Grace), regia di Gregg Champion – film TV (2010)
- Drop Dead Diva – serie TV, episodio 2x11 (2010)
- Awkward Situations for Men, regia di Andy Ackerman – film TV (2010)
- Spring/Fall, regia di Jake Kasdan – film TV (2011)
- The Good Wife  – serie TV, episodio 2x11 (2011)
- Bent – serie TV, 5 episodi (2012)
- Scandal – serie TV, 8 episodi (2012-2013)
- The Carrie Diaries – serie TV, 26 episodi (2013-2014)
- Boardwalk Empire - L'impero del crimine (Boardwalk Empire) – serie TV, 4 episodi (2014)
- Castle – serie TV, episodi 7x01-7x02-7x20 (2014-2015)
- CSI - Scena del crimine (CSI: Crime Scene Investigation) – serie TV, episodio 15x11 (2014)
- One & Done – serie TV, 7 episodi (2014-2016)
- The Exes – serie TV, episodi 4x10-4x11 (2015)
- The Perfect Stanleys, regia di Pamela Fryman – film TV (2015)
- Legends of Tomorrow – serie TV, 12 episodi (2016-2017) – Eobard Thawne
- Narcos: Messico (Narcos: Mexico) – serie TV, 11 episodi (2018-2020)
- Will & Grace – serie TV, episodi 9x12-11x07-11x11 (2018-2020)
- L'alienista (The Alienist) – serie TV, 6 episodi (2020)
- How I Met Your Father – serie TV, episodi 1x06 (2022)
- The Flash – serie TV, 9 episodi (2015-2023) – Eobard Thawne
- Suits LA – serie TV, 4 episodi (2025)

## Doppiatori italiani
Nelle versioni in italiano delle opere in cui ha recitato, Matt Letscher è stato doppiato da:
- Roberto Chevalier in The Flash, Boston Legal, Boardwalk Empire - L'impero del crimine, Legends of Tomorrow, L'alienista - L'angelo delle tenebre
- Giorgio Borghetti in Drop Dead Diva, Medium, Kingsman - Il cerchio d'oro
- Roberto Certomà in Eli Stone, Lei
- Mauro Gravina in 13 Hours: The Secret Soldiers of Benghazi
- Nanni Baldini in The Beach Boys: An American Family
- Alberto Bognanni in Devil's Knot - Fino a prova contraria
- Sergio Lucchetti in Niente velo per Jasira
- Pino Insegno in CSI - Scena del crimine
- Gaetano Varcasia in CSI: Miami
- Roberto Pedicini in La maschera di Zorro
- Christian Iansante in Good Morning Miami
- Vittorio Guerrieri in The Carrie Diaries
- Fabrizio Manfredi in Almost Perfect
- Saverio Indrio in The Good Wife
- Niseem Onorato in Castle
- Andrea Zalone in Scandal
- Stefano Benassi in Narcos: Messico
- Luca Sbaragli in The Rookie
- Francesco Bulckaen in Countdown
- Alessandro Budroni in How I Met Your Father